# Église Saint-Étienne d'Arles-sur-Tech
Pour les articles homonymes, voir église Saint-Étienne.
L'église Saint-Étienne d'Arles-sur-Tech est une ancienne église romane située à Arles-sur-Tech, dans le département français des Pyrénées-Orientales. Il ne reste que quelques vestiges de la nef qui font désormais partie d'une maison  et ne sont pas visibles de l'extérieur.

## Situation
L'ancienne église Saint-Étienne est incluse dans une maison située sur la Place d'Arles-sur-Tech. Elle est invisible de l'extérieur.

## Histoire
L'église est mentionnée dès l'an 993 (eccl. S. Stephani in villa Rivo-ferrario). C'est alors l'église paroissiale.
Le curé de l'église Saint-Étienne était jadis responsable de trois autres églises : l'église Sainte-Croix de Quercorb à Fontanils, la chapelle Saint-Jean du mas d'En Camps et l'église Sainte-Cécile de Cos.

## Architecture
De l'église originale, seule subsiste la nef, désormais intégrée dans des bâtiments d'habitation et donc invisible.